# Neocerura baibarana
Neocerura baibarana är en fjärilsart som beskrevs av Matsumura 1927. Neocerura baibarana ingår i släktet Neocerura och familjen tandspinnare. Inga underarter finns listade i Catalogue of Life.